# Хлорофлексія
Хлорофлексія (Chloroflexia) — клас бактерій типу хлорофлексів (Chloroflexi), відомий як нитчасті зелені несірчані бактерії. Вони отримують енергію від світла і мають таку назву через зелений пігмент, який знаходиться у фотосинтезуючих тілах — хлоросомах .
Хлорофлексія, як правило, нитчаста і може рухатись за допомогою бактеріального ковзання . Вони факультативно аеробні, але не виробляють кисень у процесі отримання енергії від світла або фототрофії . Крім того, хлорофлексія має інший метод фототрофії (фотогетеротрофія), ніж справжні фотосинтетизуючі бактерії.
У той час як більшість бактерій, з точки зору різноманітності, є грамнегативними за виключенням Firmicutes, Actinobacteria і групи Deinococcus-Thermus. Члени типу Chloroflexi є грам позитивними.

## Таксономія та молекулярні підписи
Клас Chloroflexia є групою широко розгалужених видів фотосинтезуючих бактерій (за винятком видів Herpetosiphon і Kallotenue), які в даний час складаються з трьох порядків: Chloroflexales, Herpetosiphonales і Kallotenuales . Кожен Herpetosiphonales і Kallotenuales складається з одного роду в межах власного сімейства, Herpetosiphonaceae (Herpetosiphon) і Kallotenuaceae (Kallotenue) в той чаз, тоді як хлорофлексали більш філогенетично різноманітні.
Порівняльний геномний аналіз недавно уточнив таксономію класу Хлорофлексія, розділивши Хлорофлекси на підряд Chloroflexineae, що складаються з сімейств Oscillachloridaceae та Chloroflexaceae, та підряд Roseiflexineae, що містять сімейство Roseiflexaceae . Переглянута систематика ґрунтувалася на виявленні ряду збережених сигнатурних індексів (ЗСІ), які є надійними молекулярними маркерами спільного походження. Додатковим аргументом щодо поділу хлорофлексалів на два підряди є спостережувані відмінності у фізіологічних характеристиках, коли кожен підряд характеризується чіткими профілями каротиноїдів, хінонів та жирних кислот, які відсутні в іншому підряді. Крім розмежування таксономічних рангів, ЗСІ можуть відігравати певну роль в унікальних характеристиках членів кладу. Зокрема, чотириаміно-кислотна вставка в білковий піруват флаводоксин / ферредоксин оксидоредуктаза, білок, який відіграє важливу роль у фотосинтетезуючих організмах, була виявлена серед усіх представників роду Chloroflexus і вважається, що вона відіграє важливу функціональну роль . Додаткова дослідження з використанням ЗСІ були проведені для розмежування філогенетичного положення хлорофлексії щодо сусідніх фотосинтетичних груп, таких як ціанобактерії. Види хлорофлексії проявляють чіткий зв'язок з видами хлоробі, їх найближчими філогенетичними родичами. Було встановлено, що ЗСІ є спільним серед членів хлорофлексії та хлоробі, що було трактовано як результат горизонтальної передачі гена між двома родичами.

## Таксономія
В даний час є прийнятою така таксономія:
- Ряд Chloroflexales
  - Підряд Chloroflexineae
    - Родина Chloroflexaceae Trüper 1976 emend. Gupta et al. 2013
      - Рід Chloroflexus Pierson and Castenholz 1974
        - C. aggregans Hanada et al. 1995
        - C. aurantiacus Pierson and Castenholz 1974

    - Родина Oscillochloridaceae Keppen 2000 emend. Gupta et al. 2013
      - Рід Oscillochloris Gorlenko and Pivovarova 1989 emend. Keppen et al. 2000
        - O. chrysea Gorlenko and Pivovarova 1989
        - O. trichoides (ex Szafer) Gorlenko and Korotkov1989 emend. Keppen et al. 2000

      - Рід Chloronema Dubinina and Gorlenko 1975
        - Chloronema giganteum Dubinina and Gorlenko 1975

  - Підряд Roseiflexineae
    - Родина Roseiflexaceae Gupta et al. 2013
      - Рід Roseiflexus Hanada et al. 2002
        - Roseiflexus castenholzii Hanada et al. 2002

      - Рід Heliothrix Pierson et al. 1986
        - Heliothrix oregonensis Pierson et al. 1986
- Ряд «Herpetosiphonales»
  - Родина «Herpetosiphonaceae»
    - Рід Herpetosiphon Holt and Lewin 1968
      - H. aurantiacus Holt and Lewin 1968
      - H. geysericola (Copeland 1936) Lewin 1970

Крім того, «Kouleothrix aurantiaca» та «Dehalobium chlorocoercia» ще не були повністю описані.

## Етимологія
Назва «Chloroflexi» — неолатинова множина «Chloroflexus», яка є назвою першого описаного роду. Іменник — це поєднання грецького chloros (χλωρός) означає «зеленувато-жовтий» та латинського flexus (від flecto) означає «зігнуте», що означає «зелений вигин». Назва не обумовлена хлором, елементом, відкритого у 1810 році сером Хамфрі Деві і названого так через блідо-зелений колір.